# Gazogène
Pour les articles homonymes, voir Gazogène (homonymie).
 (avril 2017).
Si vous disposez d'ouvrages ou d'articles de référence ou si vous connaissez des sites web de qualité traitant du thème abordé ici, merci de compléter l'article en donnant les références utiles à sa vérifiabilité et en les liant à la section « Notes et références ».

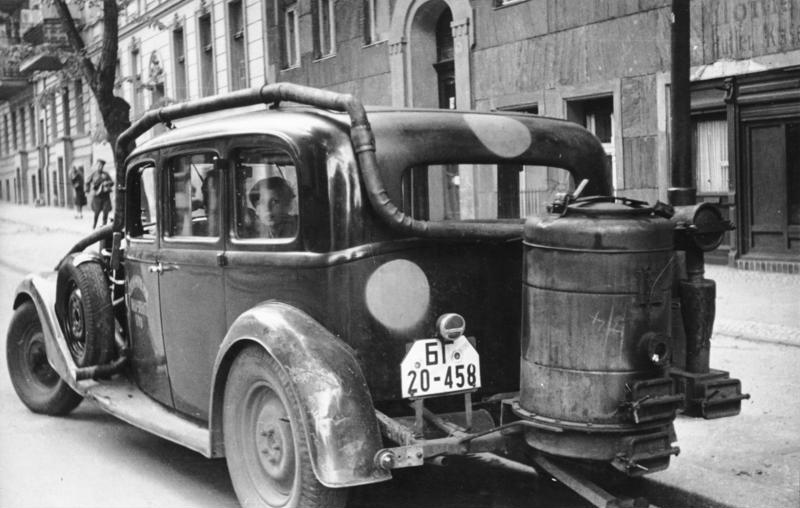
Voiture équipée d'un gazogène à Berlin en 1946.

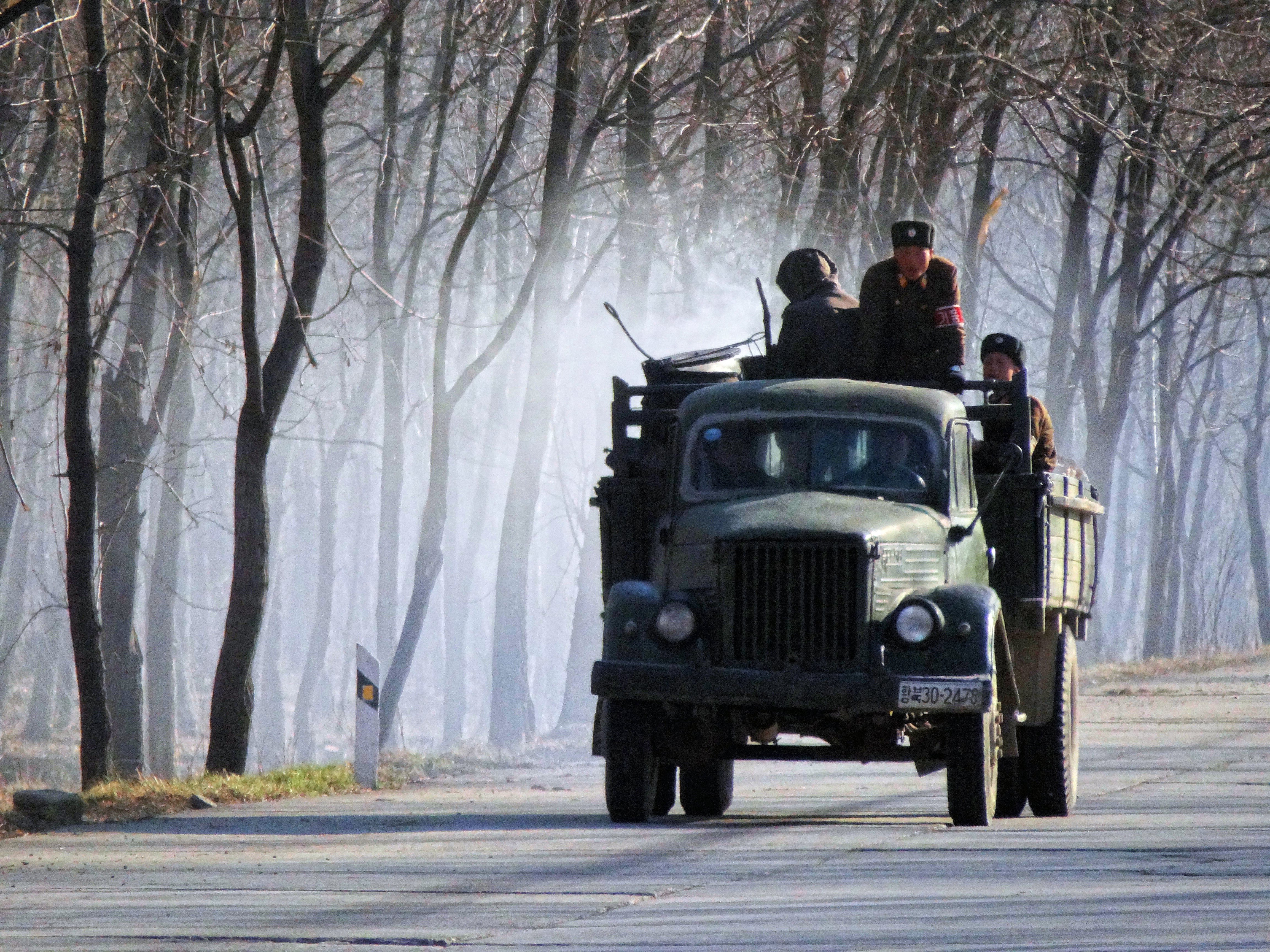
Camion nord-coréen à gazogène (mars 2014).

Le gazogène, inventé au XIXe siècle, est un appareil permettant de produire un gaz par pyrolyse de matières solides et combustibles : bois (gaz de bois), charbon de bois, coke, anthracite, etc., et permettant d'alimenter des moteurs dits « à gaz pauvres », des moteurs à explosion classiques ou bien des chaudières.

## Histoire
La gazéification était une technologie importante et courante au XIXe siècle et au début du XXe siècle. Le gaz de ville produit à partir du charbon était largement utilisé, principalement pour l'éclairage. Lorsque les moteurs à combustion interne fixes basés sur le cycle Otto sont devenus disponibles dans les années 1870, ils ont commencé à remplacer les moteurs à vapeur en tant que moteurs principaux dans de nombreux travaux nécessitant une force motrice stationnaire. L'adoption s'est accélérée après l'expiration du brevet du moteur Otto en 1886. L'applicabilité potentielle et pratique de la gazéification aux moteurs à combustion interne a été bien comprise dès les premiers jours de leur développement.
En 1873, Thaddeus S. C. Lowe a développé et breveté le procédé de gaz à l'eau par lequel de grandes quantités d'hydrogène gazeux pouvaient être générées pour une utilisation résidentielle et commerciale dans le chauffage et l'éclairage. Contrairement au gaz de houille commun ou au gaz de coke qui était utilisé dans le service municipal, ce gaz fournissait un combustible de chauffage plus efficace.
À la fin du XIXe siècle, les moteurs à combustion interne étaient généralement alimentés au gaz de ville, et au début du XXe siècle, de nombreux moteurs fixes sont passés à l'utilisation de gaz de production créé à partir de coke, qui était nettement moins cher que le gaz de ville qui était basé sur la distillation (pyrolyse) du charbon plus cher.
La production de gaz de ville à base de charbon a été généralement supplantée par le gaz à base de pétrole et le gaz naturel. Cependant, la Grande-Bretagne a continué à utiliser le gaz de ville à base de charbon jusqu'aux découvertes de gaz naturel en mer du Nord dans les années 1960 et 1970.
Pendant la Seconde Guerre mondiale, l'essence était rationnée et rare. En raison du manque d'essence à partir du pétrole, des productions de gaz à base de bois et charbon ont été réalisés, et une conversion des moteurs à combustion interne pour qu'ils fonctionnent grâce à ce gaz. En Grande-Bretagne, en France, aux États-Unis et en Allemagne, un grand nombre de générateurs de ce type ont été construits ou improvisés pour convertir le bois et le charbon en carburant pour les véhicules. Des générateurs commerciaux étaient en production avant et après la guerre pour être utilisés dans des circonstances particulières ou dans des économies en difficulté.
Certains générateurs de gaz de bois de la Seconde Guerre mondiale étaient du type à courant descendant sous la forme mise au point par Georges Imbert en 1920. Ce système fut utilisé en Europe pour pallier l'absence de carburant automobile pendant la Seconde Guerre mondiale. C'est en effet un appareil simple à fabriquer, ne demandant que des matériaux faciles à se procurer.

## Fonctionnement du gazogène
Le principe du gazogène est de provoquer une combustion incomplète du bois ou du charbon, en contrôlant l'alimentation en air du foyer, de manière à produire des gaz combustibles tels que le monoxyde de carbone (CO), le dihydrogène (H2) et le méthane (CH4) :
CO2 + C ⇌ 2CO −38 kcal/mol
2C + O2 ⇌ 2CO +58 kcal/mol.
Cette combustion incomplète permet d'obtenir le gaz combustible CO, de la chaleur et du CO2 qui doit être converti en CO grâce à du charbon incandescent.
Dans le moteur, l'utilisation du CO permet la réaction :
2CO + O2 ⇌ 2CO2 +136 kcal/mol,
permettant au moteur de fonctionner.

## Production de gaz hydrogéné
Dans certains cas[pourquoi ?], on injecte en pulvérisation de faibles quantités d'eau dans l'air de combustion, pour qu'elle soit craquée à plus de 850 à 900 °C et produire de plus grandes quantités d'hydrogène (obtention de gaz mixte), suivant les formules :
C + H2O ⇌ CO + H2 −28 kcal/mol
C + 2H2O ⇌ CO2 + 2H2 −18 kcal/mol
CO + H2O ⇌ CO2 + H2 +9,4 kcal/mol.
Soit la production de combustible CO et H2 et d'un peu de chaleur, le CO2 devant être évacué le plus vite possible[Comment ?]. Le CO2 doit être converti en CO grâce à du charbon incandescent.

## Gazogène à bois
Le gazogène à bois doit réunir dans un seul et même appareil une zone de carbonisation et une zone de gazéification.
Le type le plus courant est le gazogène à diabolo. Le diabolo est un rétrécissement par lequel tous les gaz sont obligés de passer en traversant une zone incandescente, craquant ainsi la majeure partie des goudrons et acides qui abîmeraient le moteur. Le diabolo, par sa disposition, doit résister à de très fortes températures.

## Gazogènes à charbon

### Types

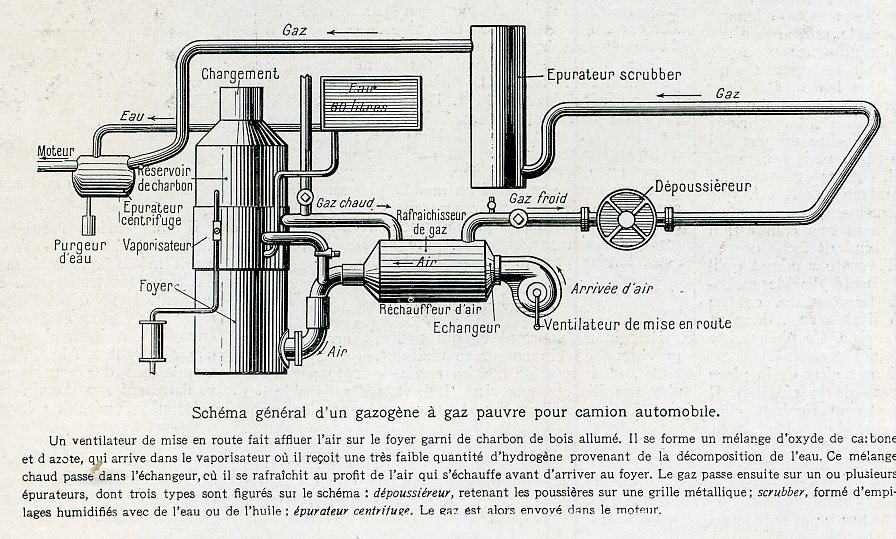
Schéma d'un gazogène Renault dans L'Illustration du 23 février 1924.

Il existe trois familles de gazogènes suivant le sens de la combustion, le choix dépend du combustible utilisé.

#### Gazogène à tirage par le haut
Le courant d'air et de gaz circule dans le sens inverse du combustible. Intéressant au niveau thermique mais nécessite des combustibles contenant peu de matière volatile pour éviter les goudrons à la sortie. Convient aux charbons de bois très purs pour éviter l'encombrement de la grille par les scories.

#### Gazogène à tirage par le bas
Le gaz et l'air circulent dans le même sens que le combustible, les gaz traversent la zone incandescente, les éventuels goudrons sont donc craqués. Ce dispositif limite aussi les poussières à la sortie.

#### Gazogène à tuyère, ou gazogène à tirage transversal
L'air est admis horizontalement par une tuyère au cœur de la zone de combustion, ce qui nécessite une tuyère en bronze massif, ou un refroidissement très puissant, pour éviter la fusion. On peut y brûler du charbon de bois, du coke, de l'anthracite, ou un mélange, ce qui permet de filtrer les impuretés des combustibles fossiles par le charbon de bois. Le principal intérêt de cette disposition est la simplicité de construction, une fois résolu le problème de la tuyère.

## Dispositifs annexes

### Refroidissement des gaz
Il peut être utile, dans le cas de gazogène alimentant un moteur, de refroidir les gaz avant leur admission afin d'augmenter leur densité et pallier les problèmes de rendement.
On agit en général par contact et par détente, dans des caissons en tôle avec des chicanes, ou par des faisceaux de tubes. L'eau de condensation récupérée peut servir à faire un barbotage du gaz, ce qui le débarrasse de certaines impuretés, mais nécessite de traiter les gaz pour retirer le maximum d'humidité, qui fait baisser le rendement.

### Épuration des gaz

#### Épurateur sec
Il s'agit de faire passer les gaz dans du charbon de bois pulvérisé, de liège ou de coke. Surtout utilisé derrière les gazogènes à charbon.

#### Épurateur humide
Il sert à laver les gaz en les faisant barboter dans l'eau, de manière à retirer une bonne partie des impuretés, puis faire passer le gaz dans un filtre de liège qui retiendra l'humidité et les impuretés résiduelles.

### Carburation des gaz
Elle est effectuée par un mélangeur à gaz pour introduire la bonne quantité d'air nécessaire à la combustion.

## Utilisation d'un véhicule à gazogène

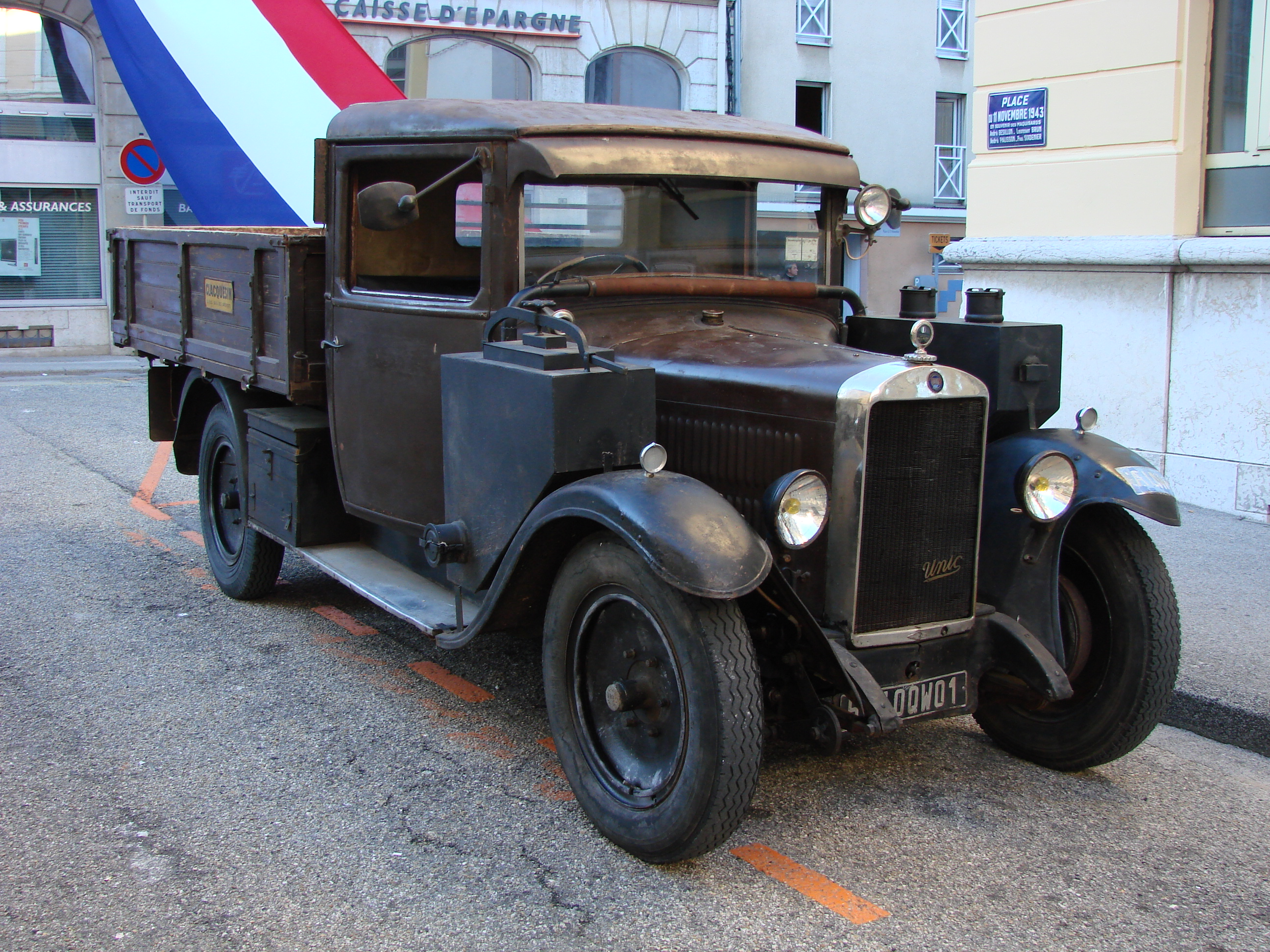
Camion Unic des années 1940 équipé d'un gazogène.

### Mise en marche

#### Mise en marche au ventilateur
Elle consiste à créer un tirage  pour permettre l'allumage de la charge de combustible. Le gazogène est alors isolé de l'admission moteur par une vanne. On enflamme les gaz à la sortie du ventilateur pour vérifier leur qualité ; lorsqu'elle est satisfaisante, que les gaz brûlent bien, on coupe le ventilateur, on ouvre la vanne d'isolement, on règle la richesse du mélangeur au maximum, et on actionne le démarreur. Tout ceci doit être effectué rapidement pour ne pas étouffer le gazogène. Une fois le moteur démarré, il faut constamment régler la richesse, parfois l'avance à l'allumage, et le ralenti.

#### Mise en marche au carburant de départ
Le moteur doit être équipé pour fonctionner avec un autre carburant (essence, alcool…), sur lequel on fait démarrer le moteur. On ouvre la vanne du mélangeur pour créer la dépression nécessaire à l'allumage du gazogène lorsque le moteur tourne.

### Entretien du véhicule à gazogène

#### Quotidien
- Remplissage de la trémie de combustible.
- Nettoyage du foyer et cendrier.
- Vidange des refroidisseurs et épurateurs (gazogène à bois).
- Nettoyage de la tuyère et du foyer pour retirer le laitier et les scories (gazogène à charbon).

#### Hebdomadaire
- Vidange et nettoyage des filtres secs et humides, des cendriers d'épurateur.
- Vérification de l'étanchéité de l'ensemble.

## Évolutions réglementaires en France
En 1940, les pouvoirs publics se penchent sur le problème des gazogènes et créent un service des gazogènes. Ce service dépend de la direction des industries mécaniques et électriques du secrétariat d'État à la production industrielle. Cette organisation est complétée par la création le 28 octobre 1941 d'une commission technique des gazogènes.
La fabrication et l'utilisation du gazogène qui, jusque-là, n'avaient pas été réglementées, va l'être par la loi du 27 août 1940 portant réglementation de la circulation automobile (JO du 30 août 1940) et par l'arrêté du 18 septembre 1940, rectifié par celui du 12 mars 1941, réglementant les conditions de mise en circulation et équipement des véhicules automobiles à gazogène (JO des 19 septembre 1940 et 4 avril 1941).

## Gazauto
Cette section est promotionnelle ou publicitaire (novembre 2021). Considérez son contenu avec précaution et/ou discutez-en.
« Gazauto » est la marque déposée d'un gazogène au charbon de bois, breveté par M. Libault en 1936.
C’est pendant la guerre 1914-1918 que M. Libault voit pour la première fois un véhicule équipé de gazogène. Cela lui donne l’idée une fois rentré de s’intéresser au procédé et de l’améliorer. 
Il faut d’abord choisir quel combustible employer, les gazogènes pouvant fonctionner au bois, au charbon de bois, ou charbon. Son désir de trouver une source d’énergie vraiment locale le fait opter pour le bois et le charbon de bois. Près d’un tiers du sol de la Nièvre est en effet occupé par la forêt.
M. Libault effectue des essais comparatifs entre alimentation au bois et au charbon de bois qui l’amènent à choisir le charbon de bois. Il remarque en effet que le gazogène à bois nécessite une épuration parfaite de l’eau et des goudrons produits par la combustion, et que celle-ci ne peut se faire que dans un appareillage encombrant, lourd et coûteux. D’autre part, si le bois est relativement bon marché, la manutention, le sciage en petits morceaux, le stockage pour le sécher en font un combustible plus cher que le charbon de bois.
Le charbon de bois est plus facile à transporter, puisque pour remplacer 5 L d’essence, il faut utiliser 12 kg de bois mais seulement 6 kg de charbon de bois.
Un gazogène à charbon de bois est progressivement mis au point avec les caractéristiques suivantes, qui sans cesse améliorées, vont en faire l’un des meilleurs gazogènes à charbon de bois :
- foyer en acier spécial supprimant les garnitures réfractaires ;
- tuyère infusible à refroidissement par air, résistant aux hautes températures du foyer, avec clapet d’aspiration d’air empêchant les retours de flamme à l’arrêt ;
- cendrier-grille assurant une marche parfaite pendant une longue distance, et ceci sans nettoyage du foyer. Ce dispositif supprime la perte de puissance provoquée par la dépression exagérée dans le générateur due à la formation des cendres et mâchefers au bout d’un certain kilométrage ;
- épurateur à triple effet assurant : la déshumidification du gaz, la précipitation des grosses poussières, l’épuration définitive et absolue des gaz sur tissus spéciaux. Un dispositif de montage de ces tissus sur cadres élastiques permet un nettoyage presque automatique de ceux-ci ;
- mélangeur à réglage d’air automatique, véritable carburateur à gaz, permettant la marche au gaz sans qu’il soit nécessaire de régler l’air à chaque instant.

Ce gazogène que M. Libault a intitulé « Le Gazauto » permet un allumage rapide, un départ instantané et un long parcours sans nettoyage du foyer ni de l’épuration. Quand ce travail est nécessaire, il s’accomplit facilement en quelques minutes. Enfin, le rechargement de la trémie se fait aussi rapidement que le remplissage d’un réservoir à essence et sans arrêt du moteur, par une porte de grand diamètre, dont la fermeture étanche s’opère automatiquement, par quelques tours de vis.
La mise au point du Gazauto est pratiquement terminée en 1936. Il est à noter que ce gazogène fut mis au point sans ingénieur et sans bureau d’études par des gens ayant un sens inné de la mécanique progressant par essais successifs. Ainsi c’est un véritable instinct de la solution idéale qui permit ainsi à M. Libault et à son équipe de trouver la forme et la composition de la tuyère infusible.